# مقتل العبد (أسلم)

تعديل مصدري - تعديل

مقتل العبد هي إحدى قرى عزلة أسلم الوسط بمديرية أسلم التابعة لمحافظة حجة، بلغ تعداد سكانها 39 نسمة حسب تعداد اليمن لعام 2004.